# Forest Hills, Tennessee
Forest Hills är en ort i Davidson County i delstaten Tennessee, USA.